# Graziella Lonardi Buontempo
Graziella Lonardi Buontempo (Napoli, 1928 – Napoli, 20 dicembre 2010) è stata una collezionista d'arte e mecenate italiana.

## Biografia
Nata in una famiglia dell'alta borghesia imprenditoriale, fu mecenate, collezionista, organizzatrice di mostre internazionali, fondò a Roma gli "Incontri Internazionali d'Arte"; la sede era a Palazzo Taverna e aveva come presidente Alberto Moravia, le mostre erano curate da Achille Bonito Oliva. Un'associazione che ha avuto un ruolo importante nella diffusione dell'arte contemporanea.

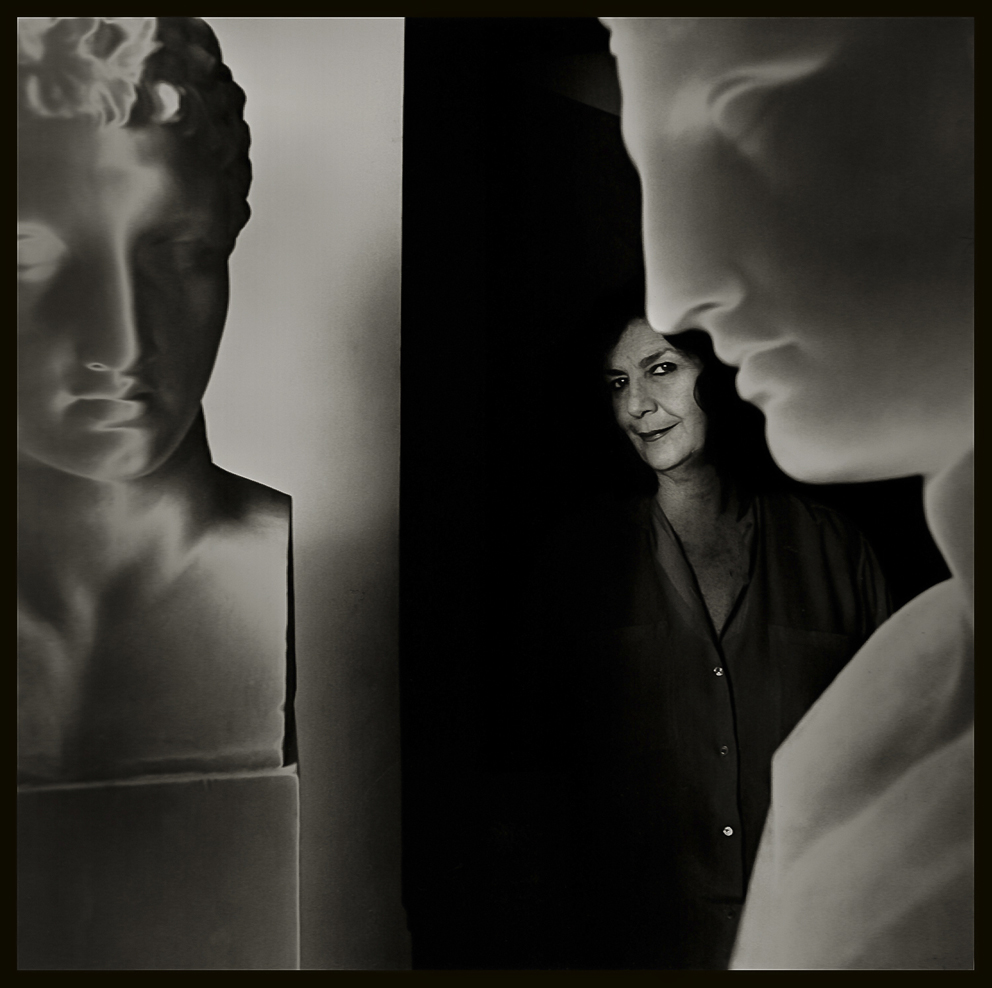
Graziella Lonardi Buontempo ritratta da Augusto De Luca

Spesso collaboravano alle mostre e agli eventi anche Giulio Carlo Argan, Bruno Corà e Germano Celant, con progetti importanti che hanno lasciato il segno e che hanno sicuramente contribuito a far conoscere la cultura italiana nel mondo.
Il salotto romano di Graziella Lonardi, come punto di riferimento per l'arte e la cultura è stato sempre frequentato da grandi artisti internazionali e da intellettuali come: Furio Colombo, Alberto Arbasino, Enzo Siciliano.
Tra il 1970 e il 1973, furono organizzate due grandi mostre: "Vitalità del negativo" al Palazzo delle Esposizioni a Roma, curata da Achille Bonito Oliva e "Contemporanea", nel parcheggio sotterraneo di villa Borghese. Proprio in questa occasione, l'artista bulgaro Christo, con un intervento esterno, impacchettò le mura Aureliane.
Agli Incontri Internazionali d'Arte erano costantemente programmate mostre, dibattiti, performance, incontri di grande prestigio a cui parteciparono artisti come : Andy Warhol, Gino De Dominicis, Joseph Beuys, Carmelo Bene, Bob Wilson, Alighiero Boetti, Luciano Fabro, Richard Serra, Robert Rauschenberg, Cy Twombly.
Portò all'estero anche mostre di Michelangelo Pistoletto e Jannis Kounellis, oltre a progetti importanti come "Minimalia" e "la Transavanguardia".
Germano Celant con gli Incontri Internazionali d'Arte, curò  nel 1981 la mostra "Identitè italiane" al Centro Georges Pompidou di Parigi.
Nel 1987 ebbe una collaborazione con il museo di Capodimonte di Napoli organizzando dodici esposizioni.
Nel 1978 fonda con Alberto Moravia il Premio di letteratura internazionale Premio Malaparte a Capri.
Al Museum of Modern Art di New York furono anche programmate retrospettive cinematografiche sulla commedia all'italiana, Anna Magnani e sul cinema napoletano.
Nell'estate 2003 Graziella Lonardi suggerì alla Prof.ssa Michela Femina, degli Amici del MdAO, una migliore ostensione delle opere e una maggiore pubblicizzazione del museo; così nel gennaio 2005 fu realizzata una nuova sistemazione della collezione delle opere in concessione presso il MdAO - Museo d'Arte.
È scomparsa nel 2010 all'età di 82 anni.